# Heteropoda sumatrana
Heteropoda sumatrana là một loài nhện trong họ Sparassidae.
Loài này thuộc chi Heteropoda. Heteropoda sumatrana được Tord Tamerlan Teodor Thorell miêu tả năm 1890.